# Bertholène
Bertholène is een gemeente in het Franse departement Aveyron in de regio Occitanie. De plaats maakt deel uit van het arrondissement Rodez en sinds 22 maart 2015 van het kanton Lot et Palanges toen het kanton Laissac, waar Bertholène daarvoor onder viel, werd opgeheven. Bertholène telde op 1 januari 2022 1.049 inwoners.

## Geografie
De oppervlakte van Bertholène bedroeg op 1 januari 2022 46,96 vierkante kilometer; de bevolkingsdichtheid was toen 22,3 inwoners per km².
De onderstaande kaart toont de ligging van Bertholène met de belangrijkste infrastructuur en aangrenzende gemeenten.

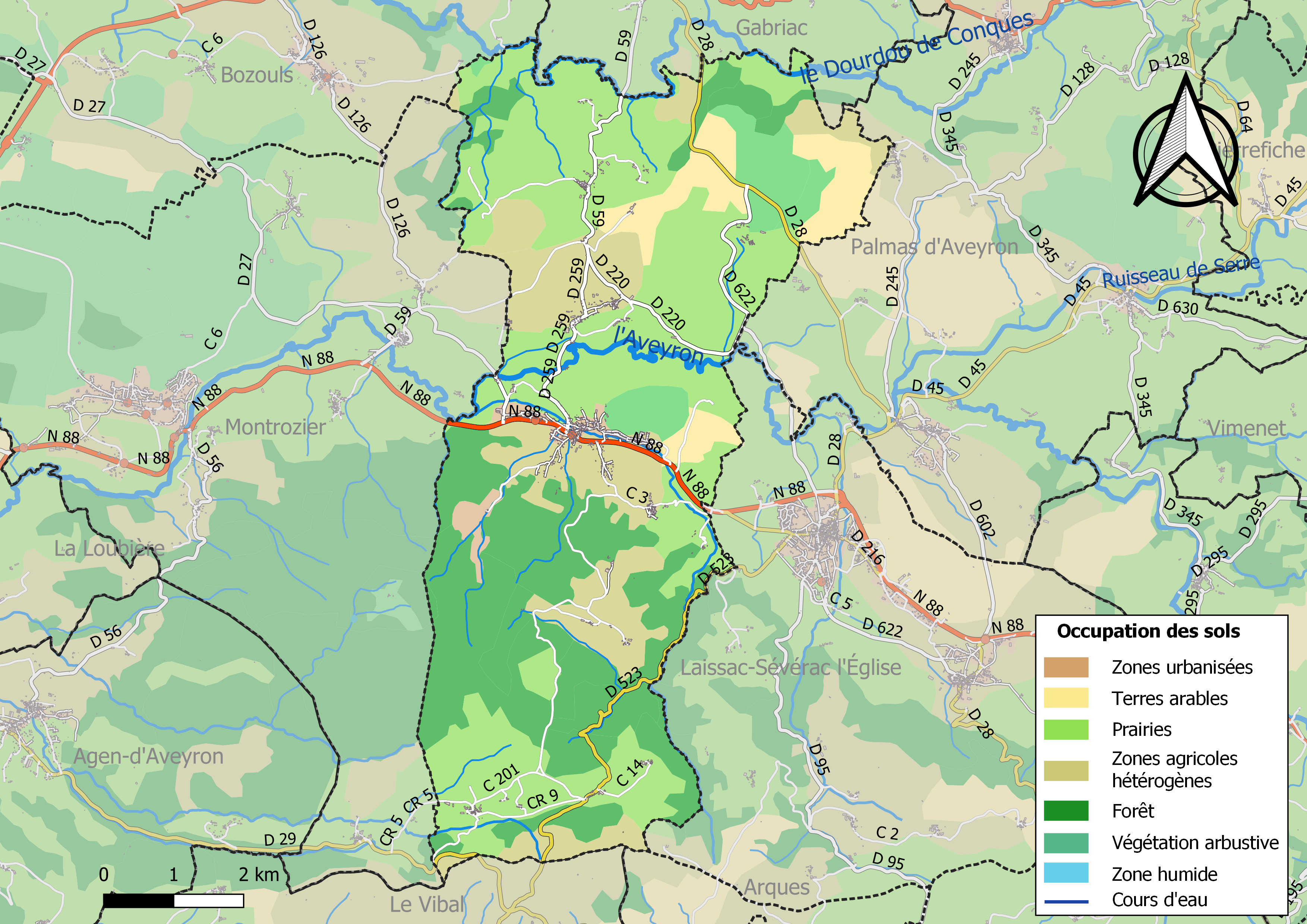

## Demografie
Onderstaande figuur toont het verloop van het inwonertal (bron: INSEE-tellingen).

Vanwege een beveiligingsprobleem met de MediaWiki Graph-software is het momenteel niet mogelijk deze grafiek weer te geven. Zodra de software is bijgewerkt zal de grafiek vanzelf weer zichtbaar worden.